# Ghosts Again
Ghosts Again è un singolo del gruppo musicale britannico Depeche Mode, pubblicato il 9 febbraio 2023 come primo estratto dal quindicesimo album in studio Memento mori.

## Descrizione
Si tratta della prima pubblicazione del gruppo sotto forma di duo composto dai soli Dave Gahan e Martin Gore, all'indomani della morte di Andrew Fletcher avvenuta nel 2022. Secondo Gahan, il brano rappresenta un perfetto equilibrio tra malinconia e gioia, con la critica specializzata che ha osservato come il testo abbia come tematica la vita dopo la morte, affrontato anche nel resto dell'album.
Dal punto di vista musicale, Ghosts Again è un brano synth pop mid-tempo, con sonorità marcatamente elettroniche.

## Promozione
Il 4 ottobre 2022, ancor prima della sua pubblicazione, uno spezzone di Ghosts Again è stato riprodotto dal duo in occasione di una conferenza stampa tenuta in Germania, con Gore, intervistato da Spin due giorni più tardi, che ha rivelato che avrebbe rappresentato il potenziale singolo di lancio dell'album.
Il singolo è stato reso disponibile digitalmente il 9 febbraio 2023, venendo presentato per la prima volta dal vivo in occasione della serata conclusiva del Festival di Sanremo 2023, in cui il duo ha presenziato in qualità di super ospiti. Il 5 maggio seguente è stata commercializzata (sempre digitalmente) una nuova edizione comprensiva di otto remix.

## Video musicale
Il video, presentato nel medesimo giorno di uscita del singolo, è stato diretto dallo storico collaboratore del gruppo Anton Corbijn e girato interamente in bianco e nero. Il filmato alterna scene di una partita a scacchi tra Gahan e Gore (omaggio ai film Il settimo sigillo diretto da Ingmar Bergman e Entr'acte di René Clair dove Marcel Duchamp e Man Ray si fronteggiano nello stesso gioco sui tetti di Parigi) con altre in cui il duo esegue il brano in un cimitero.

## Tracce
Testi e musiche di Martin L. Gore e Richard Butler, eccetto dove indicato.
Download digitale, 7" promozionale – 1ª versione (Germania)
1. Ghosts Again – 3:58

7" promozionale – 2ª versione (Germania)
- Lato A

1. Ghosts Again – 3:58

- Lato B

1. Never Let Me Down Again – 4:20 (Martin L. Gore)

Download digitale – Remixes
1. Ghosts Again (Massano Remix) – 6:42
2. Ghosts Again (Chris Liebing vs Luke Slater Remix) – 8:06
3. Ghosts Again (Miss Grit Remix) – 3:51
4. Ghosts Again (Rival Consoles Remix) – 3:46
5. Ghosts Again (Matthew Herbert's Feelings Remix) – 7:50
6. Ghosts Again (Davide Rossi Strings Remix) – 4:00
7. Ghosts Again (Bergsonist's Shadow Mix) – 4:08
8. Ghosts Again (Nik Cold Void Remix) – 4:35

12" – Remixes
- Lato A

1. Ghosts Again (Massano Remix) – 6:42

- Lato B

1. Ghosts Again (Chris Liebing vs Luke Slater Remix) – 8:06

## Formazione
Hanno partecipato alle registrazioni, secondo le note di copertina:
Gruppo
- Dave Gahan – voce principale
- Martin Gore – chitarra, sintetizzatore, voce

Altri musicisti
- Marta Salogni – programmazione aggiuntiva
- James Ford – batteria, percussioni, sintetizzatore, programmazione, pianoforte
- Davide Rossi – arrangiamento strumenti ad arco, violino, violoncello
- Luanne Homzy – violino
- Desiree Hazley – violino

Produzione
- James Ford – produzione
- Marta Salogni – ingegneria del suono, missaggio
- Gregg White – assistenza tecnica (Shangri-La)
- Adrian Hierholzer – registrazione aggiuntiva della voce (Blanco Studio)
- Francine Perry – assistenza al missaggio
- Grace Banks – assistenza al missaggio
- Matt Colton – mastering

## Classifiche
| Classifica (2023)              | Posizione massima |
| ------------------------------ | ----------------- |
| Belgio (Vallonia)              | 43                |
| Germania                       | 28                |
| Stati Uniti (alternative)      | 19                |
| Stati Uniti (dance/electronic) | 18                |
| Svizzera                       | 79                |
| Ungheria                       | 2                 |

## Date di pubblicazione
| Paese                 | Data di pubblicazione | Formato                                    | Note          |
| --------------------- | --------------------- | ------------------------------------------ | ------------- |
| Mondo                 | 9 febbraio 2023       | Download digitale, streaming (1ª versione) | [ 18 ] [ 19 ] |
| Italia                | 10 febbraio 2023      | Airplay                                    | [ 20 ]        |
| Stati Uniti d'America | 13 febbraio 2023      | Airplay                                    | [ 21 ]        |
| Germania              | 9 marzo 2023          | 7" promozionali                            | [ 22 ]        |
| Germania              | 30 marzo 2023         | 7" promozionali                            | [ 22 ]        |
| Mondo                 | 5 maggio 2023         | Download digitale, streaming Remixes       | [ 23 ]        |
| Mondo                 | 10 novembre 2023      | 12" – Remixes                              | [ 24 ]        |